# Instituto Colombiano de Normas Técnicas y Certificación
Instituto Colombiano de Normas Técnicas y Certificación (ICONTEC) 
es una organización sin fines de lucro de Colombia fundada por un grupo de 18 empresarios y directivos gremiales, el 10 de mayo de 1963, encargada de supervisar el cumplimiento de las normas nacionales e internacionales. 
Esta organización se encuentra activa al servicio del gobierno colombiano, como también para el sector privado y cualquier ciudadano que esté interesado en el cumplimiento de las normas de Colombia. ICONTEC también trabaja en estrecha colaboración con otras organizaciones internacionales para la estandarización como la American National Standards Institute (ANSI) y Deutsches Institut für Normung (DIN). También se encarga de acreditar otras organizaciones, empresas e individuos que se dedican a la fabricación o al desarrollo productivo y los procesos industriales. ICONTEC es miembro de la Organización Internacional de Normalización (ISO) y socio activo de las organizaciones americanas de normalización como la Comisión Panamericana de Normas Técnicas (COPANT) y CEI. Esta organización se encuentra presente en diferentes países del continente americano. Su sede reside en Bogotá.

## Historia
El ingeniero civil Javier Henao Londoño fue elegido como primer director ejecutivo de la entidad, mientras que el ingeniero químico Mario Gómez Gaviria fue elegido como el primer presidente del Consejo Directivo. Inauguró su sede en Bogotá y se afilio en la Comisión Panamericana de Normas Técnicas (Copant) y a la Organización Internacional de Normalización (ISO).